# Кролик-крестоносец
«Кролик-крестоносец» — сериал, выходивший на телевидении DuMont 10 лет и насчитывающий 455 эпизодов. Это история про кролика-крестоносца, который встречает на своём пути различных пародийных персонажей и дружит с флегматичным добродушным тигром.

## Серии

### Чёрно-белые
Первые серии были чёрно-белыми и выходили с 1950 по 1952 год, было снято 195 серий.

#### Список серий
1. «Крестоносец против штата Техас» — 15 серий.
2. «Крестоносец против пиратов» — 20 серий.
3. «Крестоносец и Раджа Ринсвотер» — 20 серий.
4. «Крестоносец и индейцы Шмохок» — 15 серий.
5. «Крестоносец и великая лошадиная загадка» — 20 серий.
6. «Крестоносец и цирк» — 10 серий.
7. «Крестоносец в девятнадцатом веке» — 30 серий.
8. «Крестоносец и сумасшедший голливудский учёный» — 15 серий.
9. «Крестоносец и лепреконы» — 25 серий.
10. «Крестоносец и лодка» — 25 серий.[2]

### Цветные
Цветные серии выходили с 1957 по 1960 год, 260 серий.

## В других СМИ
Существовали два комикса с Кроликом-крестоносцем в роли главного героя. Также в этих комиксах присутствовал Рэтс, приятель Кролика.